# Хуан Шэнь
Хуан Шэнь (кит. трад. 黃慎, упр. 黄慎, пиньинь Huáng Shèn, 1687 — 1772) —  китайский художник и каллиграф времён империи Цин, член творческого коллектива китайских художников «Восемь чудаков из Янчжоу».

## Биография
Родился в бедной семье. Рано потерял отца. В начале своей карьеры изучал портретную живопись под руководством известного художника Шангуань Чжоу (上官 周). В 1727 году Хуан Шэнь с матерью переехал в Янчжоу.
1730—1734 годы провёл в уезде Нинхуа, а затем вернулся в Янчжоу, где жил до конца жизни и умер в 1772 году.

## Творчество
В начале своей карьеры преуспел в каллиграфической скорописи, предпочитая тонкий стиль, заимствованный у Ни Цзаня.
Более известным стал, как художник-новатор, одним из «Восьми чудаков из Янчжоу».
Специализировался в изображение людей, сцен из простой жизни, исторических событий, пейзажей. Как-то раз, когда он шёл по улице, на живописца нахлынуло вдохновение. Забежав в ближайшую лавку и заняв бумагу, он тут же начал рисовать. Представление о нём дают работы «Рыбак» и «Чжун Куй», которые хранятся в музее Гугун в Пекине. Знатоки искусства уподобляют его стиль — мягкий и одновременно убедительный, изобилующей вариациями — «старому, вьющемуся плющу, который переплетается друг с другом». В этом он неповторим и совершенно отличный от У Вэя и Чэнь Хуншоу, художников династии Цин, которые для подобных целей использовали «штриховую линию».
Будучи многосторонне одарённым человеком, он одновременно искусно писал стихи, занимался каллиграфией и живописью.

Большой вертикальный свиток Хуан Шэня «Даосские бессмертные, воскуряющие благовония» (бумага, тушь, краски, 1751) экспонируется в Государственном Эрмитаже.

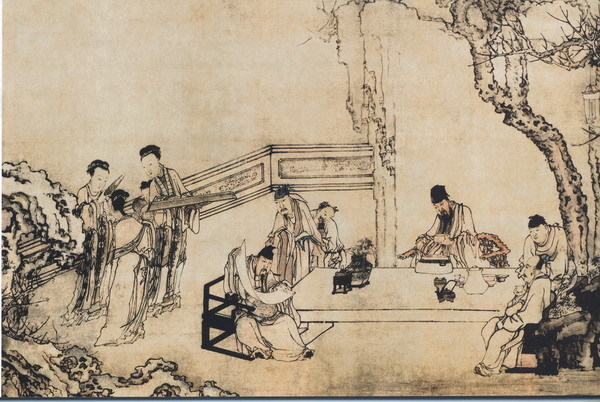
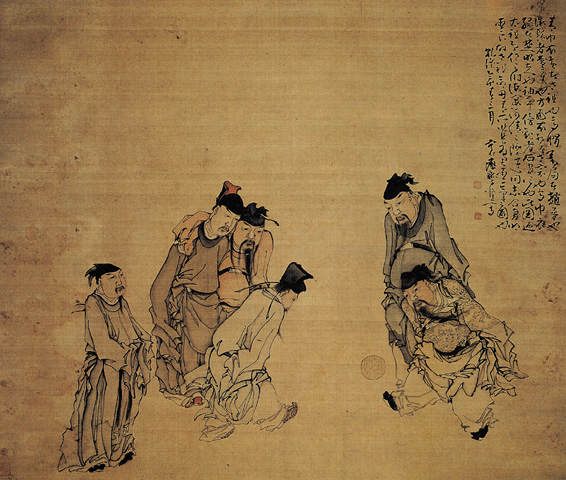
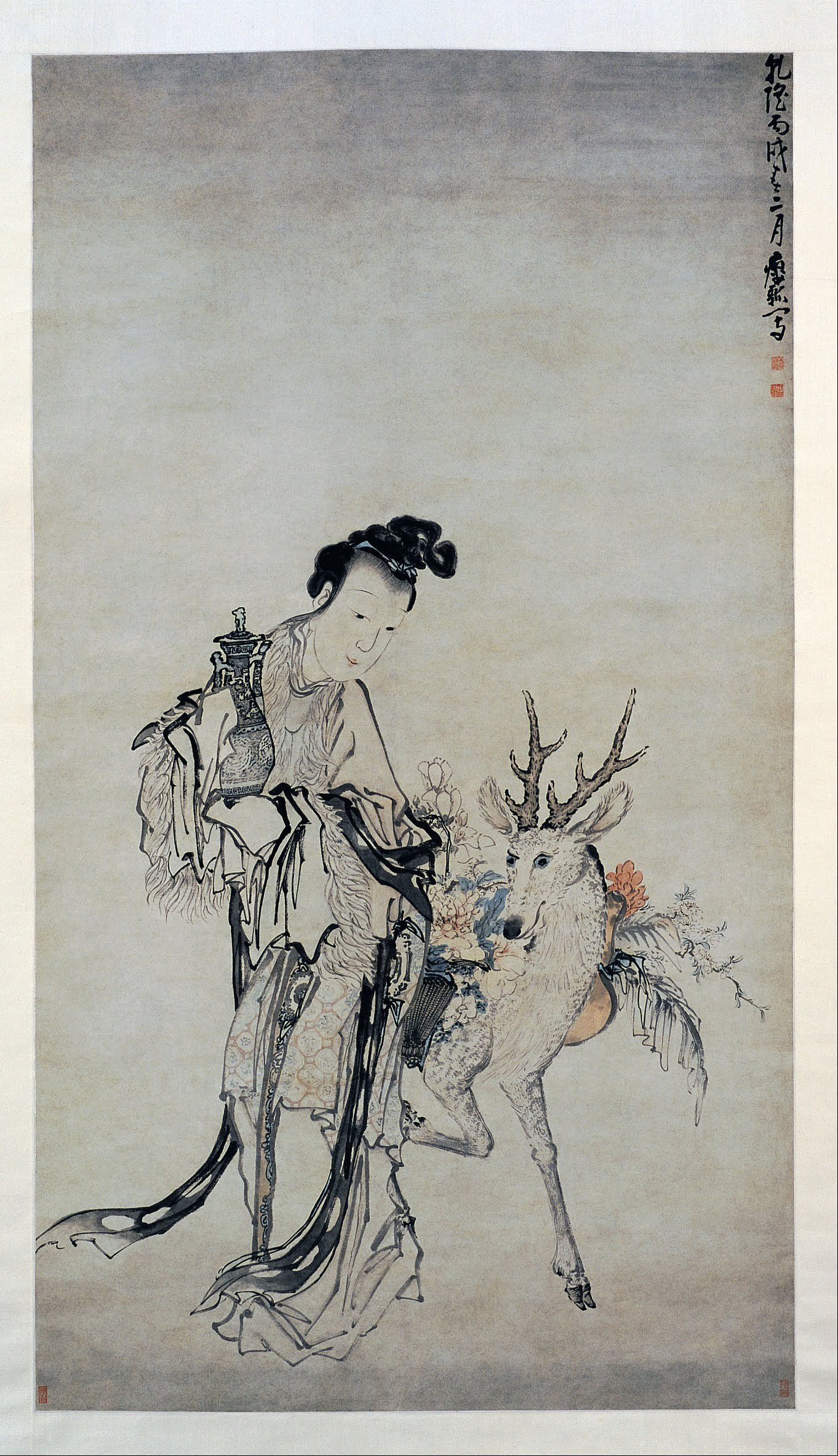
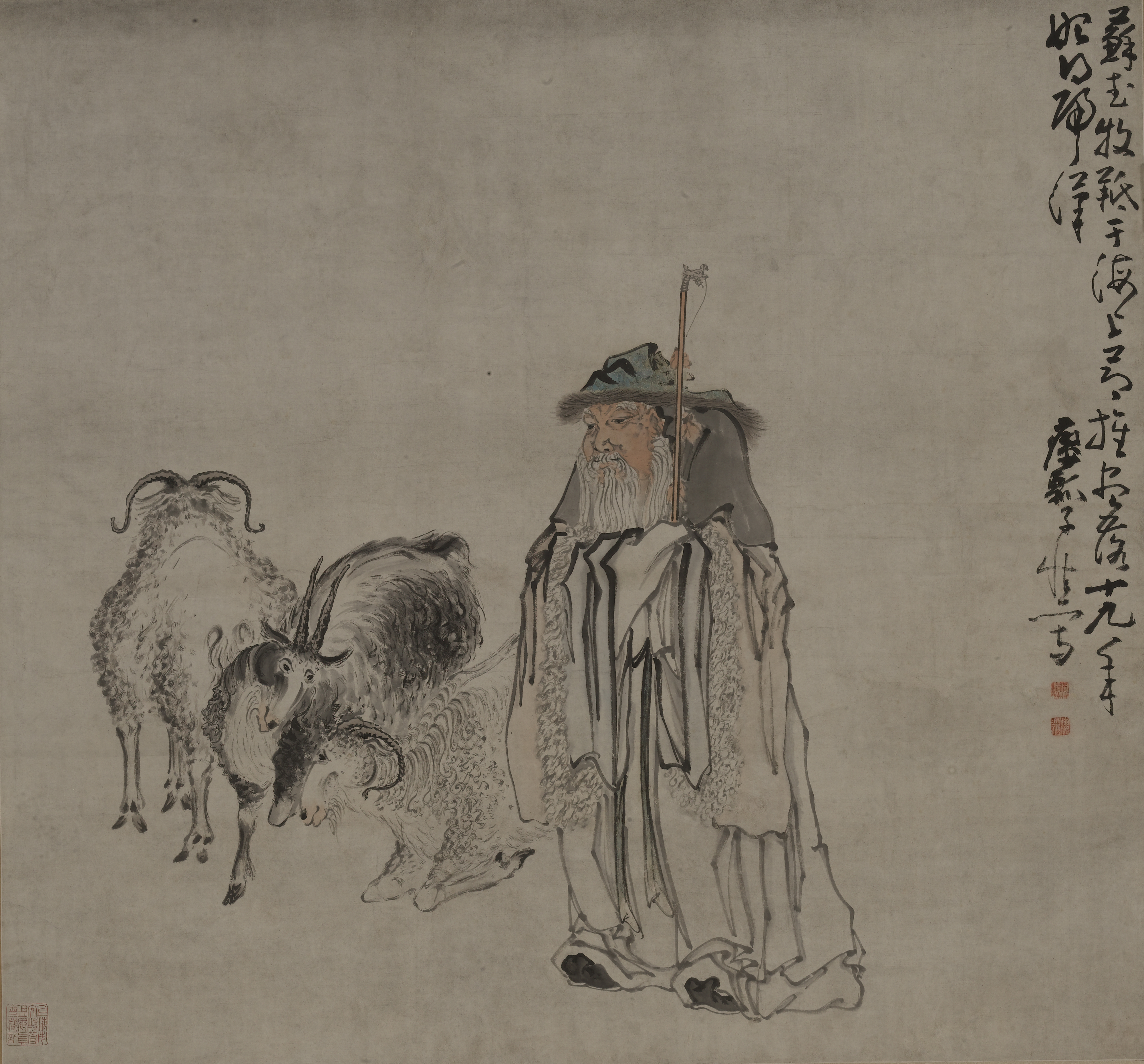